# Canal 100
O Canal 100 foi um cinejornal brasileiro. Fundado em 1957 por Carlos Niemeyer, inicialmente com o nome "Líder Cinematográfica", funcionou até 2000. Com sede no Rio de Janeiro, o cinejornal era exibido semanalmente por todo o Brasil e realizava sobretudo documentários cinematográficos de eventos importantes do país e do futebol.
Tornou-se  conhecido pela qualidade da filmagem dos jogos de futebol com uma visão documental e uma narrativa dramática. Teve um cinegrafista particularmente famoso, Francisco Torturra. De seu acervo foram realizados vários filmes de longa metragem, como Brasil Bom de Bola e Futebol Total. Alguns filmes do Canal 100 estão sob guarda do Arquivo Nacional e acessíveis à população.
A famosa música usada nas imagens é Na Cadência do Samba (Que Bonito É), composta em 1956 por Luiz Bandeira e gravada por Waldir Calmon.

## 1950
O canal 100 inicia as suas atividades fazendo filmagens de jogos e posteriormente apresentados antes dos filmes principais nos cinemas.
Em 1958 acompanha o Brasil na disputa da Copa do Mundo na Suécia e registrou em filme as primeiras atuações de Pelé e Garrincha.

## 1960
A década de 60 é iniciada com a fundação de Brasília, e este evento não podia deixar de ser documentado pelo Canal 100.
Nos anos que se seguiram foram feitas dezenas de filmagens que mostravam glórias como a Palma de Ouro para o filme brasileiro O Pagador de Promessas e o título de Boxe para Éder Jofre, mas também faziam uma visão de acontecimentos menos felizes como as enchentes causadas pela chuva no Rio de Janeiro ou a eliminação do Brasil na Copa do Mundo de 1966.

## 1970
Na década de 70 o canal aumenta o número de filmagens culturais apresentando o músico Carlos Santana no festival da canção e a banda Genesis no Rio de Janeiro. Eventos esportivos como a Copa do Mundo de 1970 no México e os Jogos Olímpicos de Verão de 1976 foram também acompanhados pelas lentes do Canal 100.
Eventos históricos como a inauguração da Ponte Rio-Niterói, a despedida de Pelé do futebol brasileiro e a morte do ex-presidente Juscelino Kubitschek tiveram lugar nas produções do Canal 100.

## 1980
A década de 80 começo com grandes eventos que foram documentados pelo Canal 100. O show de Frank Sinatra e a visita do Papa João Paulo II, ambos no Rio de Janeiro, não podiam deixar de figurar nos documentários.
Sempre mantendo o interesse pelo futebol, o Canal 100 acompanhou o Brasil na Copa do Mundo de 1982 e 1986.
Ainda apoiando eventos culturais o Canal 100 fez as filmagens para a primeira edição do Rock in Rio.

## 1990
Na década de 90 o Canal 100 faz a sua estreia na televisão através da Rede Manchete, fazendo assim chegar a mais pessoas os seus documentários. Durante alguns anos os documentários deixaram de ser exibidos nas salas de cinema, regressando mais tarde.
Esta década foi particularmente menos ativa, já indicando o encerramento das filmagens, que aconteceria mais tarde.

## 2000
Com a morte do seu fundador, o Canal 100 foi gradualmente deixando de fazer novas filmagens, restando um grande arquivo histórico. Em 2001, Alexandre Niemeyer, filho de Carlos Niemeyer, iniciou um projeto em que visava a recuperação e apresentação de todo o acervo cinematográfico feito pelo seu pai e o Canal 100.
Foi criada a "Revista Canal 100" que apresenta fotos do arquivo e um site oficial do projeto onde é possível ver pequenos filmes.

## Produções
Brasil Bom de Bola (1970)Documentário sobre a Copa do Mundo de 1970 mostrando a conquista brasileira.
Isto é Pelé (1974)Longa-metragem biográfica do maior jogador brasileiro, Pelé. As imagens mostram o início, os jogos pela seleção e pelo Santos, no Brasil e no exterior.
Futebol Total (1974)Documentário com entrevistas de jogadores que falavam sobre a derrota brasileira na Copa do Mundo daquele ano.
Saudades do Maracanã (1995)Em homenagem aos 50 anos do Estádio Mário Filho o Canal 100 faz um documentário mostrando grandes jogos no estádio.
Fluminense Campeão (1995)Pequeno vídeo com 30 minutos que faz uma homenagem ao Fluminense, campeão carioca de 1995, mostrando imagens do campeonato conquistado e de décadas passadas.
Vasco Campeão (1995)No ano em que o clube atravessou uma das suas maiores crises o Canal 100 faz um documentário com entrevista com torcedores e depoimentos dos grande ídolos do clube. O documentário resgata imagens desde o Super Super Campeonato de 1958 até a década de 80.
O Glorioso Botafogo (1996)Em comemoração ao retorno do clube à sede de General Severiano, o Canal 100 faz uma homenagem num vídeo de 40 minutos em que mostra as imagens históricas do Botafogo.
Histórias do Flamengo (1999)Documentário longa-metragem que mostra o lado lírico, patético, dramático e sublime do torcedor Rubro-negro da era Zico à era Romário.

## Livro
Donos da Terra (2007)Diante da total ausência de fotos da goleada de 5 a 2 que deu ao Santos F.C. o título de campeão mundial de futebol em 1962, diante do Benfica, em Lisboa (11/10/1962), o livro – escrito pelo brasileiro Odir Cunha – foi ilustrado com fotogramas extraídos do documentário do Canal 100.